# دانیل گنوف (بازیکن فوتبال، زاده ۱۹۸۵)
دانیل گنوف (بلغاری: Даниел Жечков Генов؛ زادهٔ ۵ مهٔ ۱۹۸۵) بازیکن فوتبال اهل بلغارستان است.
از باشگاه‌هایی که در آن بازی کرده است می‌توان به باشگاه فوتبال لوکوموتیو صوفیه اشاره کرد.